# Banovina del Litorale
La banovina del Litorale (in serbo-croato Primorska banovina) era una delle banovine in cui era suddiviso il Regno di Jugoslavia.
Venne istituita nel 1929 e si estendeva sulla parte centro-settentrionale della Dalmazia (esclusa la città di Zara, appartenente al Regno d'Italia) e sulla regione dell'Erzegovina.
La banovina venne abolita nel 1939, e il suo territorio assegnato alla nuova e più vasta Banovina di Croazia.
Al termine della seconda guerra mondiale il territorio venne spartito fra la Repubblica Popolare di Croazia e la Repubblica Popolare di Bosnia-Erzegovina.